# Juno waryleyensis
Juno waryleyensis là một loài thực vật có hoa trong họ Diên vĩ. Loài này được Vved. miêu tả khoa học đầu tiên.